# Castillo de Teayo
El Castillo de Teayo es un yacimiento arqueológico prehispánico de Mesoamérica correspondiente a la cultura huasteca, se estima fue habitado entre el siglo X y XII, está situado en el municipio de Castillo de Teayo en la región huasteca, parte septentrional del estado de Veracruz, México.
En el centro de la población se encuentra un edificio de forma piramidal conservando la mayor parte de su estructura de 11,3 metros de altura, destaca la escalinata y la estructura que remata el edificio, probablemente dedicada a un templo. Cabe mencionar que es una de las pocas estructuras de su tipo en la zona mesoamericana.
En los Lienzos de Tuxpan (una serie de mapas nativos encontrados en Tihuatlán), este lugar aparece representado con el glifo de Teayotlán. De acuerdo con una versión, su nombre proviene, etimológicamente, del vocablo del idioma huasteco teayo o teayoc, que quiere decir ‘en la tortuga de piedra’.
Otra versión oficial del nombre, es que este proviene del vocablo náhuatl teayok, te-ayo-k ‘tortuga sobre piedra’. Recibe su nombre actual porque se encuentra en el municipio un templo o castillo arqueológico, único vestigio de una gran ciudad indígena, mezcla de las culturas olmeca y huasteca. Antiguamente se llamó Tzapotlán.
El acceso principal al sitio arqueológico es por la carretera federal 130 México-Tuxpan hasta la población de Teayo, pasando por Tihuatlán y Zapotalillo, en el norte del estado de Veracruz , México.

## Historia
Se considera que en este lugar estuvo una de las más antiguas poblaciones huastecas. Con períodos de ocupación desde el año 1000 al 1200, en el Período Posclásico mesoamericano tardío, tuvo una fuerte influencia de la cultura mexica. En el sitio hay una pirámide con parte de su estructura completa. Tiene una escalinata y en su parte superior probablemente restos de un templo, es una de las pocas estructuras de este tipo conocida en Mesoamérica. En el museo hay esculturas encontradas en el lugar, con estilos que evidencian un culto fálico.
Existen evidencias de varias tradiciones culturales, la huasteca (siglos X al XII) y la mexica (Posclásico tardío). De acuerdo con especialistas, la arquitectura del edificio es de filiación mexica, y se piensa que también tuvo relaciones con grupos toltecas del altiplano mexicano.
Se estima que la cultura olmeca-vixtoti se convirtió en la cuexteca o huasteca. Las esculturas del lugar tienen una fuerte influencia de las culturas maya y tolteca. Sin embargo, hay versiones de que el estilo corresponde a la cultura tolteca.

## El Castillo
La estructura es un edificio de origen tolteca, con estilos constructivos que evidencian influencia huasteca y mexica. El edificio tiene 3 cuerpos, inclinados, separados por un descanso. La planta es cuadrada con 24 metros de lado y su altura es más de 11 metros.
El ornamento del edificio consiste en una moldura plana, en el perímetro del edificio, a 1,40 metros de altura. Alrededor había esculturas de diferentes tamaños y estilo (se encuentran en el museo de sitio).

## Museo de sitio
INAH informa que existe un museo de sitio ubicado en Plaza de la Pirámide s. núm., Centro, CP 92940, Castillo de Teayo, Veracruz.
La exhibición consiste en objetos prehispánicos del norte de Veracruz y Castillo de Teayo. En su mayoría se trata de esculturas de piedra con representaciones de deidades, animales y figuras humanas. Existe información sobre los pobladores del sitio, sus orígenes e historia, así como detalles de los objetos en exhibición.